# Jamides minthe
Jamides minthe är en fjärilsart som beskrevs av Hans Fruhstorfer 1916. Jamides minthe ingår i släktet Jamides och familjen juvelvingar. Inga underarter finns listade i Catalogue of Life.